# Oreste Galiano
 (mai 2011).
Pour les articles homonymes, voir Galiano.
Oreste Galiano, né le 14 avril 1923 à Nice et mort le 4 septembre 2001 dans la même ville,, est un prieur et restaurateur de la Société du Saint-Sépulcre de Nice, cofondateur du groupe traditionnel Nice la Belle.

## Biographie
Pendant sa jeunesse il milite activement à la JOC, ce qui va orienter tous les engagements de sa vie.

### Promoteur de la culture niçoise
À partir de 1946 Oreste Galiano dirige le patronage « l'espérance » de l'église St Augustin dans le Vieux-Nice et met en place un atelier théâtre. Cet atelier attire de nombreux jeunes et a eu un grand rayonnement à Nice. Par la suite il accompagnera sa transformation dans ce qui allait devenir la Semeuse, une organisation de culture populaire de référence à Nice. 
Passionné par les métiers du spectacle -il travaille lui-même à l'Opéra de Nice - il transmet cette passion à de nombreux jeunes. C'est naturellement qu'il se lie avec Francis Gag et participe à son œuvre théâtrale. Il sera aussi aux côtés de Francis Gag pour la création du groupe "Nice La Belle" en 1956.
En plus de son engagement pour la culture populaire niçoise il continue d'œuvrer au service des plus démunis dans le Vieux Nice en s'engageant notamment dans divers services d'Église au sein de la cathédrale de Nice. On le voit organiser de vastes distributions de nourriture ou de fioul domestique pour les familles défavorisées pendant les mois d'hiver, visiter et soutenir les familles des soldats mobilisés pendant la guerre d'Algérie, financer des repas pour les sans-abris...

### Prieur des pénitents bleus de Nice[4]
En 1989 il entre chez les Pénitents Bleus de Nice où il ne reste plus qu'un seul membre actif, son but est de sauver cette ancienne association niçoise fondée en 1431 qui menace de s'éteindre à cause du vieillissement de ses membres. Il ressuscite l'archiconfrérie du St Sépulcre et lui donne un nouveau souffle en faisant de cette confrérie de pénitents un conservatoire des traditions religieuses niçoises. Il attire une vingtaine de nouveaux pénitents bleus.  
Sous son priorat le Niçois est « la langue officielle » de la confrérie, on l'utilise dans les offices et dans les réunions qui se déroulent dans la chapelle des pénitents bleus. Il organise la confrérie pour qu'elle soit un lieu de transmission du savoir-faire des traditions religieuses populaires comme, par exemple, le tressage des palmes pour les Rameaux ou la confection des reposoirs fleuris. 
Il entreprend la restauration de la chapelle de la Société du Saint Sépulcre et relance des actions caritatives ponctuelles comme le financement et la distribution de bons repas pour les sdf. Il est à l'origine de la création du « Conseil des Prieurs de Nice » qui réunit les prieurs des quatre confréries de la ville une fois par trimestre pour coordonner les actions des archiconfréries et assurer un lien entre elles. 
Oreste Galiano demeure prieur de la Société du Saint Sépulcre jusqu'à sa mort en 2001.
Ses funérailles ont été suivies par une foule nombreuse, les autorités civiles et religieuses de Nice étaient présentes et  Mgr Bernard Barsi, archevêque de Monaco, qui présidait la cérémonie évoqua « une figure incontournable du Vieux-Nice, un homme de bien, un monument de notre identité niçoise ».

### Sources et bibliographie
- L. Sankale (dir.) Témoins du Christ dans les Alpes-Maritimes, Nice, 2008
- Site internet Société du Saint-Sépulcre
- S. Richard, Historique de la Société du Saint-Sépulcre de Nice, Nice 2006
- Des rameaux et des palmes dans la tradition niçoise (centre du patrimoine de la ville de Nice)
- Reportage du 13h de TF1 daté du 01.12.1998 sur le Vieux Nice